# Jonathan Bailey (évêque)
Pour l’article homonyme, voir Jonathan Bailey.
Jonathan Sansbury Bailey (24 février 1940 - 9 décembre 2008) est un évêque anglican anglais. Il est évêque de Dunwich de 1992 à 1995, évêque de Derby de 1995 à 2005 et greffier du placard de 1997 à 2005 .

## Jeunesse
Il fait ses études à la Quarry Bank High School de Liverpool et au Trinity College de Cambridge, où il obtient son diplôme en histoire avant de poursuivre ses études à la Divinity School, suivie d'une formation d'ordination à Ridley Hall, Cambridge. Sa formation ministérielle comprend une année comme ouvrier de quart dans une aciérie. Il est ordonné diacre en 1965 puis prêtre en 1966 à la paroisse de Sutton, St Helens. Viennent ensuite trois ans à St Paul, Warrington, la base de la mission industrielle du diocèse de Liverpool. En 1971, il est nommé premier prêtre gardien du Marrick Priory Residential Youth Centre  à Swaledale North Yorkshire, utilisant à la fois les possibilités d'activités de plein air et une chapelle médiévale, le Centre offre toujours des installations et des programmes pour les particuliers, les groupes religieux, les écoles et collèges.

## Ministère sacerdotal
En 1976, il est nommé vicaire de Wetherby  un marché en pleine croissance et une ville de banlieue située entre Leeds, York et Harrogate. Le poste comprend des aumôneries à HM Borstal Wetherby, où il inaugure la prestation de l'aumônerie par une équipe œcuménique, et à l'hôpital Wharfe Grange. Il préside le conseil des gouverneurs de Wetherby High School et est président fondateur du Wetherby Arts Festival qui célèbre son trentième anniversaire en 2007.
En 1982, John Trillo, évêque de Chelmsford, le nomme archidiacre de Southend et son conseiller pour l'industrie et le commerce. Ce dernier apporte avec lui le poste d'agent de développement pour le Conseil des églises d'Essex pour l'industrie et le commerce, à la tête d'une équipe œcuménique d'une douzaine d'aumôniers industriels ou plus. Il sert le diocèse en tant que président du conseil statutaire de l'éducation. Pendant ce temps, il sert à l'échelle nationale en tant que membre du Conseil pour le soin des églises. Avec deux collègues, il partage une initiative visant à établir et à dispenser une formation d'initiation pour les nouveaux archidiacres qui se transforme en un programme continu de formation continue.

## Carrière épiscopale
En 1992, il est nommé évêque de Dunwich. À partir de là et jusqu'en 2001, il préside le comité des finances du conseil consultatif du ministère chargé de lever un budget et de financer les collèges d'ordination, les cours et les étudiants.
En 1995, il est nommé évêque de Derby au service du territoire de la ville et du comté jusqu'à sa retraite en 2005. Tout au long de cette décennie, il est directeur du Derby City Partnership et membre du conseil d'administration de l'Université de Derby, où il est également président du Multi-Faith Centre. En 2006, l'Université lui décerne un doctorat honorifique. Il prend son siège à la Chambre des Lords en 1999. À partir de 2002, il préside le Comité principal des églises réunissant les principales églises et dénominations en tant qu'organe de liaison entre elles et l'appareil gouvernemental.
De 1997 jusqu'à sa retraite en 2005, il est greffier du placard de la maison royale, un ancien titre appliqué à l'aumônier domestique principal du monarque britannique. Bien qu'il s'agisse d'un poste largement honorifique (le greffier adjoint du placard exerce les fonctions réelles de l'aumônerie domestique), le poste implique de présenter les nouveaux évêques au monarque et de recommander des noms pour une éventuelle nomination en tant qu'aumôniers royaux et prêtres ordinaires.
Il est nommé Chevalier Commandeur de l'Ordre royal de Victoria (KCVO) en 2005  pour ses services en tant que greffier du placard. À la retraite, il est évêque assistant honoraire dans le diocèse de Gloucester, membre indépendant de l'autorité de police du Gloucestershire et membre honoraire de la fondation de l'Université du Gloucestershire.
En 1965, il épouse Susan Bennett-Jones (également ordonnée en 1994) et ils ont trois fils. Après sa retraite, on lui diagnostique un cancer, dont il est décédé le 9 décembre 2008.